# اووبینیتسه
اووبینیتسه (به چکی: Ouběnice) یک منطقهٔ مسکونی در جمهوری چک است که در ناحیه پریبرام واقع شده‌است.